# Alfred Schütz (kompozytor)

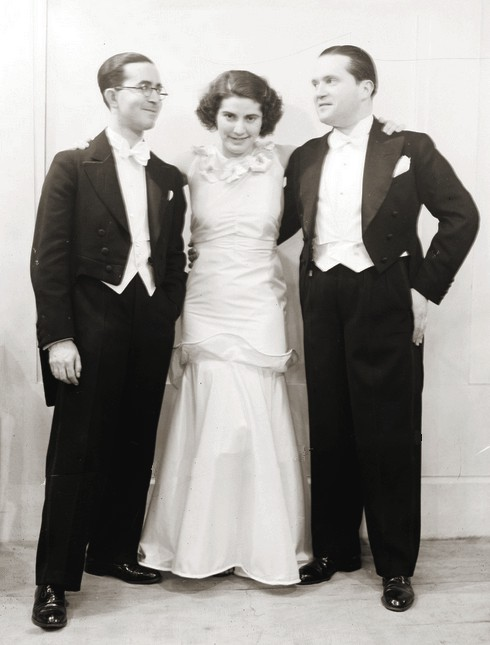
Alfred Schütz, Włada Majewska i Wiktor Budzyński 1936

Alfred Longin Schütz (ur. 2 lipca 1910 w Tarnopolu, zm. 21 października 1999 w Monachium) – polski kompozytor i pianista pochodzenia żydowskiego, twórca melodii, m.in. Czerwonych maków na Monte Cassino.

## Życiorys
Syn Zofii i Ottona Schützów, zasymilowanej rodziny żydowskiej. Ojciec był bankowcem, dyrektorem Towarzystwa Asekuracyjnego Feniks-Varsovia, później dyrektorem administracyjnym Kuriera Lwowskiego i prokurentem Banku Hipotecznego we Lwowie. Matka była pianistką, siostra matki była ciotką poety Józefa Wittlina.
W czasie I wojny światowej rodzina przebywała w Wiedniu i Pradze, potem powróciła do Lwowa. Tu Alfred ukończył szkołę powszechną, a następnie II Gimnazjum Państwowe. Uczył się też we Lwowskim Konserwatorium Muzycznym, w klasie koncertowej Heleny Ottawowej, wybitnej pianistki i pedagoga. Pod wpływem ojca rozpoczął studia na Wydziale Prawa Uniwersytetu Jana Kazimierza, odbył też 14-miesięczną praktykę we lwowskiej filii warszawskiego banku dyskontowego. W czasie studiów tworzył muzykę dla teatrzyków akademickich. Po powstaniu rozgłośni lwowskiej Polskiego Radia akompaniował na jego antenie Władzie Majewskiej, wraz z Emanuelem Szlechterem, później tekściarzem i autorem przebojów, a w 1930 założył teatrzyk akademicki Złoty Pieprzyk. 
Na piątym roku porzucił studia prawnicze dla muzyki, Wiktor Budzyński zaprosił go do współpracy z programem literacko-muzycznym Polskiego Radia Lwów – Wesoła Lwowska Fala. Był z nią związany w latach 1932–1936 jako jej kierownik muzyczny.
W 1936 otrzymał propozycję pracy kapelmistrza w nowo powstałej operetce na ulicy Śniadeckich w Warszawie, gdzie pracował przez rok, po czym odbył podróż do Włoch, zaś po powrocie został dyrektorem warszawskiego Teatru Buffo. Był pianistą, komponował piosenki śpiewane przez Ordonkę, Wierę Gran, Eugeniusza Bodo, Mieczysława Fogga. W latach 1937–1938 współpracował jako kompozytor i kierownik muzyczny z Teatrem Narodowym, Teatrem Letnim, Teatrem Nowym, Cyrulikiem Warszawskim, Wielką Rewią i Ali Babą. Wydano kilkadziesiąt płyt gramofonowych z jego utworami.
Po agresji III Rzeszy na Polskę i rozkazie ewakuacji 7 września 1939 wyjechał z Warszawy ostatnim pociągiem ewakuacyjnym, bombardowanym przez lotnictwo niemieckie. Udało mu się dotrzeć w okolice Otwocka, skąd przedostał się do Równego, a po agresji ZSRR na Polskę dotarł do Lwowa, który wkrótce został anektowany przez ZSRR. We Lwowie skontaktował się z właścicielami kina „Marysieńka” i założył z ekipą nowo przyjezdnych artystów Lwowski Teatr Miniatur, którego dyrektorem został Konrad Tom. Po trzech tygodniach teatr upaństwowiono, artystom dano pensje, zaś Schütz otrzymał etat akompaniatora. Teatr wysłano w objazd po ZSRR – do Leningradu, Taszkentu, Samarkandy. We Frunze zachorował na tyfus plamisty. Po wyjściu ze szpitala skomponował melodię do nowego hymnu Kirgiskiej SRR. W grudniu 1941 dołączył do oddziałów Armii Andersa, które organizowały się w Buzułuku. Otrzymał przydział do wydziału propagandy przy sztabie armii generała Andersa. Wraz z Henrykiem Warsem kierował 40-osobową orkiestrą towarzyszącą polskiej armii na szlaku bojowym od Teheranu do Monte Cassino.
Pieśń Czerwone maki na Monte Cassino powstała w nocy z 17 na 18 maja 1944, na kilka godzin przed zdobyciem klasztoru. W pobliskim Campobasso, gdzie artyści występowali dla 23 Kompanii Transportowej, zainspirowany prowadzonymi w pobliżu walkami Feliks Konarski (znany pod pseudonimem Ref-Ren) napisał tekst i obudził Schütza. Kompozytor natychmiast skomponował do niego melodię. Gdy 18 maja żołnierze II Korpusu zdobyli klasztor, w kwaterze generała Andersa w Campobasso, podczas akademii dla uczczenia zwycięstwa, czterdziestoosobowa orkiestra Alfreda Schütza wykonała po raz pierwszy Czerwone maki na Monte Cassino. Pierwszym wykonawcą był inny żołnierz armii Andersa, muzyk, piosenkarz, aktor Gwidon Borucki.
Po wojnie wyjechał do Brazylii, gdzie pracował w rewiach São Paulo i Rio de Janeiro i komponował. Ożenił się z Weroniką – Węgierką pochodzenia żydowskiego. W 1961 osiadł w Monachium, współpracował z Rozgłośnią Polską Radia Wolna Europa przez następne 25 lat. Komponował piosenki dla alternatywnej wersji „Podwieczorka przy mikrofonie” nadawanej w tej stacji. Śpiewali je m.in. Renata Bogdańska, Jadwiga Czerwińska, Wacław Krajewski, Stanisław Ruszała, Wojciech Wojtecki. Tworzył muzykę do słuchowiska Cisi i gęgacze Janusza Szpotańskiego, audycji o śmierci generała Sikorskiego, koncertu robotniczych pieśni z Grudnia 1970, grał melodie przedwojennych rewii i kolędy wojenne.
Zmarł w Monachium, pochowany tamże na Cmentarzu Wschodnim, przy ulicy St. Martin w kwaterze 166.